# Futbola Centrs Jūrmala 2012
Questa voce raccoglie le informazioni riguardanti il Futbola Centrs Jūrmala nelle competizioni ufficiali della stagione 2012.

## Rosa
| N. |                     | Ruolo | Calciatore           |
| -- | ------------------- | ----- | -------------------- |
| 3  | Lettonia (bandiera) | D     | Sergejs Golubevs     |
| 5  | Lettonia (bandiera) | D     | Ingus Šlampe         |
| 7  | Lettonia (bandiera) | A     | Artjoms Osipovs      |
| 8  | Lettonia (bandiera) | C     | Vadims Žuļevs        |
| 9  | Lettonia (bandiera) | A     | Dmitrijs Paplavskis  |
| 10 | Lettonia (bandiera) | A     | Ivans Sputajs        |
| 11 | Russia (bandiera)   | A     | Vyacheslav Seletskiy |
| 12 | Lettonia (bandiera) | D     | Deniss Kačanovs      |
| 14 | Russia (bandiera)   | C     | Ulvi Gaibov          |
| 17 | Lettonia (bandiera) | A     | Maksims Daņilovs     |

| N. |                     | Ruolo | Calciatore           |
| -- | ------------------- | ----- | -------------------- |
| 20 | Lettonia (bandiera) | C     | Vitālijs Rečickis    |
| 21 | Lettonia (bandiera) | D     | Edijs Joksts         |
| 22 | Lettonia (bandiera) | P     | Jevgēņijs Laizāns    |
| 23 | Lettonia (bandiera) | D     | Staņislavs Pihockis  |
| 27 | Lettonia (bandiera) | C     | Igors Aleksejevs     |
| 28 | Russia (bandiera)   | A     | Mikhail Mysin        |
| 67 | Lettonia (bandiera) | P     | Jānis Krūmiņš        |
| 69 | Lettonia (bandiera) | C     | Aleksandrs Solovjovs |
| 91 | Lettonia (bandiera) | C     | Oskars Ikstēns       |
|    | Russia (bandiera)   | C     | Mikhail Milshin      |